# Chafford Hundred
Chafford Hundred is een plaats in het bestuurlijke gebied Thurrock, in het Engelse graafschap Essex. De plaats telt 5.000 inwoners.